# 奥古斯都
奥古斯都（前63年9月23日—14年8月19日），本名盖乌斯·屋大維·圖里努斯（拉丁語：Gaius Octavius Thurinus），是罗马帝国的開國君主。历史学家通常以他的头衔“奧古斯都”（神圣、至尊的意思）来称呼他，而中文和合本聖經譯為“亞古士督”，这个称号是他在前27年获得的，當時他年僅36岁。14年8月，在他去世后，罗马元老院决定将他列入“神”的行列，并将8月称为“奥古斯都”月，这也是歐洲語言（羅曼语族）中8月（August）的来源。
屋大维是凯撒的甥孙和养子，亦被正式指定为凯撒的繼承人，一般认为屋大维是最伟大的罗马皇帝之一。前43年，他与马克·安东尼、雷必达结成后三头同盟，打败了刺杀凯撒的元老院共和派贵族。前36年他剥夺雷必达的军权，后在亚克兴战役打败安东尼，消灭了埃及的托勒密王朝，回罗马后开始掌握一切国家大权。前30年，被确认为“终身保民官”，前29年获得“大元帅”（又译作“皇帝”或“英白拉多”）称号；前27年获得“奥古斯都”的称号，保持羅馬共和的表面形式，作为一位獨裁者统治罗马长达43年。他結束了一個世紀的內戰，使羅馬帝國进入了相当长一段和平、繁榮的辉煌时期，史稱羅馬和平。屋大维大范围地扩张了帝国，吞并了埃及、达尔马提亚、潘诺尼亚、诺里库姆和雷蒂亚，扩大了在非洲的领土，完成了对伊斯帕尼亚的征服。尽管如此，他却在日耳曼尼亚遭受了重大挫折。他改革了罗马的税收制度，发展了带有正规信使系统的道路，建立了一支常备军，建立了护卫队，为罗马建立了警察和消防服务，并在他统治期间重建了大部分城市。屋大维死于公元14年，享年75岁，据推测是自然死亡，但也有传言声称他的妻子莉薇婭毒死了他。之後莉薇娅的儿子亦是屋大維的繼子兼女婿——提比略继承了他的皇位，并将元首制巩固为一个真正意义上的君主专制政体——罗马帝国。

## 家族背景
- 生父：盖乌斯·屋大維，來自一個尊貴但並不出名的家族，他生前曾担任马其顿行省总督。
- 母親：阿提婭，即凱撒的外甥女。
- 養父：盖乌斯·尤利烏斯·凱撒，他領養了屋大維，並經由遺囑指定其為繼承人。

## 名字起源
作为罗马风俗、社会和个人喜好的结果，奥古斯都一生中有很多名字：
- Gaius Octavius（盖乌斯·屋大维）：以生父的名字命名。“盖乌斯”是首名，而“屋大维”则是族名。他未曾得到过第三名（姓氏），因为在通常继承的情况下，他的父亲貌似缺乏或回避了第三名。
- Gaius Octavius Thurinus（盖乌斯·屋大维·图里努斯）：其中“圖裡努斯”是他在公元前60年獲得的稱號。其後作為凱撒的過繼養子，依照羅馬的習慣改名為蓋烏斯·尤利烏斯·凱撒·屋大維烏斯（拉丁語：Gaius Julius Caesar Octavianus）。他的对手马克·安东尼称他为“图里努斯”，以贬低他。对此，他只是惊讶地回应，使用他的旧名字竟被认为是种侮辱。[2]
- Gaius Julius Caesar（盖乌斯·尤里乌斯·凯撒）：他被尤里乌斯·凯撒收养后，按照罗马的命名惯例，他采用了凯撒的名字。虽然他放弃了对屋大维亚氏族的所有提及，但人们在口语中添加了“屋大維烏斯”（Octavianus）改为他的法定名字，要么是为了区别他和养父，要么是为了突出他更朴素的出身。
- Gaius Julius Caesar divi filius（盖乌斯·尤里乌斯·凯撒·迪维菲利乌斯）：在他被领养两年后，他建立了凯撒神庙，并在他的名字上增添了迪维·菲利乌斯（divi filius）（“神之子”）的头衔，试图在凯撒神化之后加强他与凯撒前士兵的政治联系。
- Imperator Caesar divi filius（英白拉多·凯撒·迪维菲利乌斯）：从公元前38年开始，屋大维选择了使用“将军”（皇帝）这个头衔，军队在取得军事成功后以此来向他们的领袖致敬。他的名字大致翻译成“凯撒长官，神圣之子”。
- Imperator Caesar divi filius Augustus（英白拉多·凯撒·迪维菲利乌斯·奥古斯都）：在公元前31年打败马克·安东尼和克娄巴特拉七世后，公元前27年1月16日，罗马元老院授予他尊号“奥古斯都”（虽然一定程度上是源于他自己的要求）。

## 外表

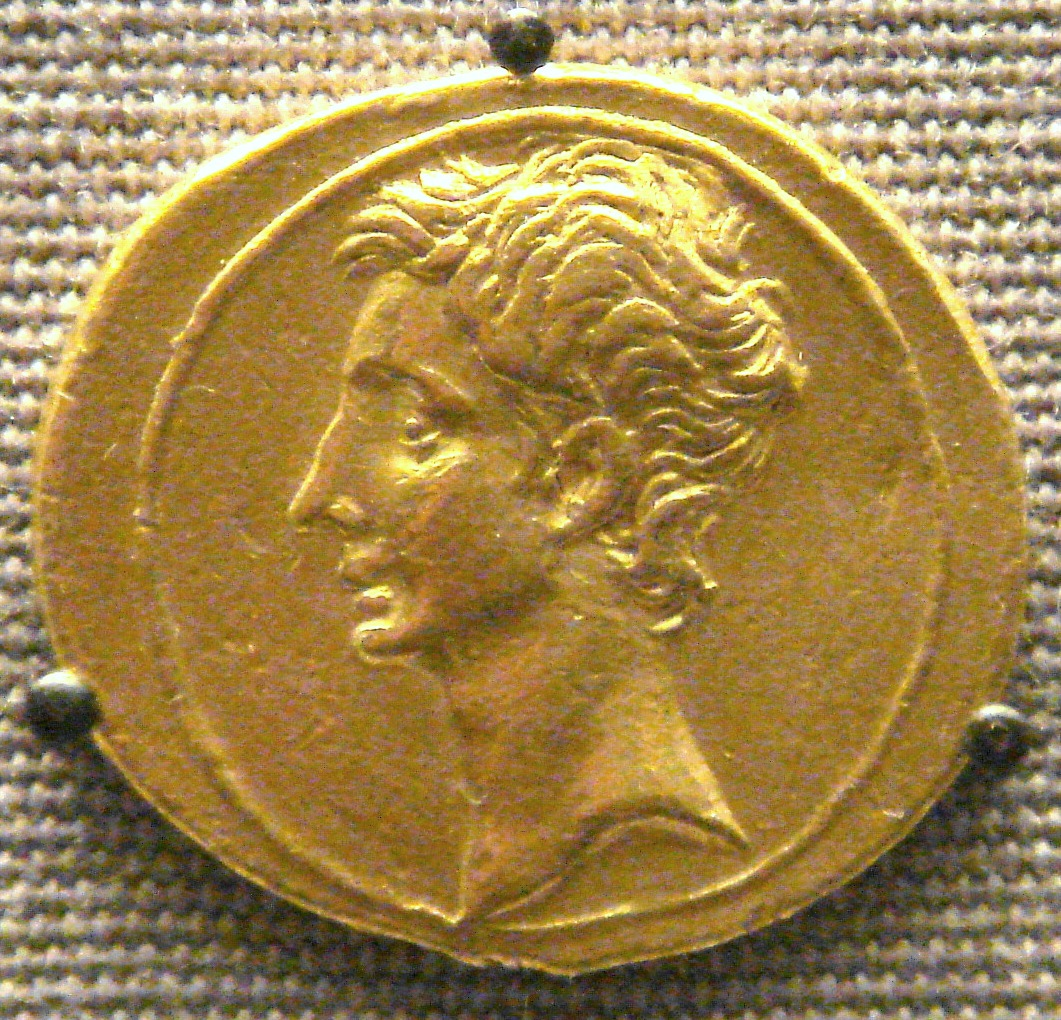
約於公元前30年鑄上奥古斯都頭像的金幣

根據撰寫《羅馬十二帝王傳》的蘇埃托尼烏斯的描述，其外表異常英俊，也極其優美，雖然他從不在意其個人的打扮。到目前為止他都是在匆忙間完成修好他的髮型及鬍子，例如同時有幾名理髮師替他修剪髮型及處理好他的鬍子的同時，他要不就在閱讀中，要不就是在書寫文件...他有明亮而閃爍的眼睛，而牙齒則分得很開、細小而缺乏打理。他的頭髮微曲並呈金黃色，眉頭深鎖。他的耳朵大小適中，鼻子上部傾斜而下方輕微彎曲。膚色不深也不淺。他個子不高（雖然儒略·馬拉圖斯，他的自由民及其記錄保管指出他有5呎9吋，即175公分），但因其體型均稱的比例及對稱性，因此如不與高個子作直接比較，其身高的缺憾並不明顯。

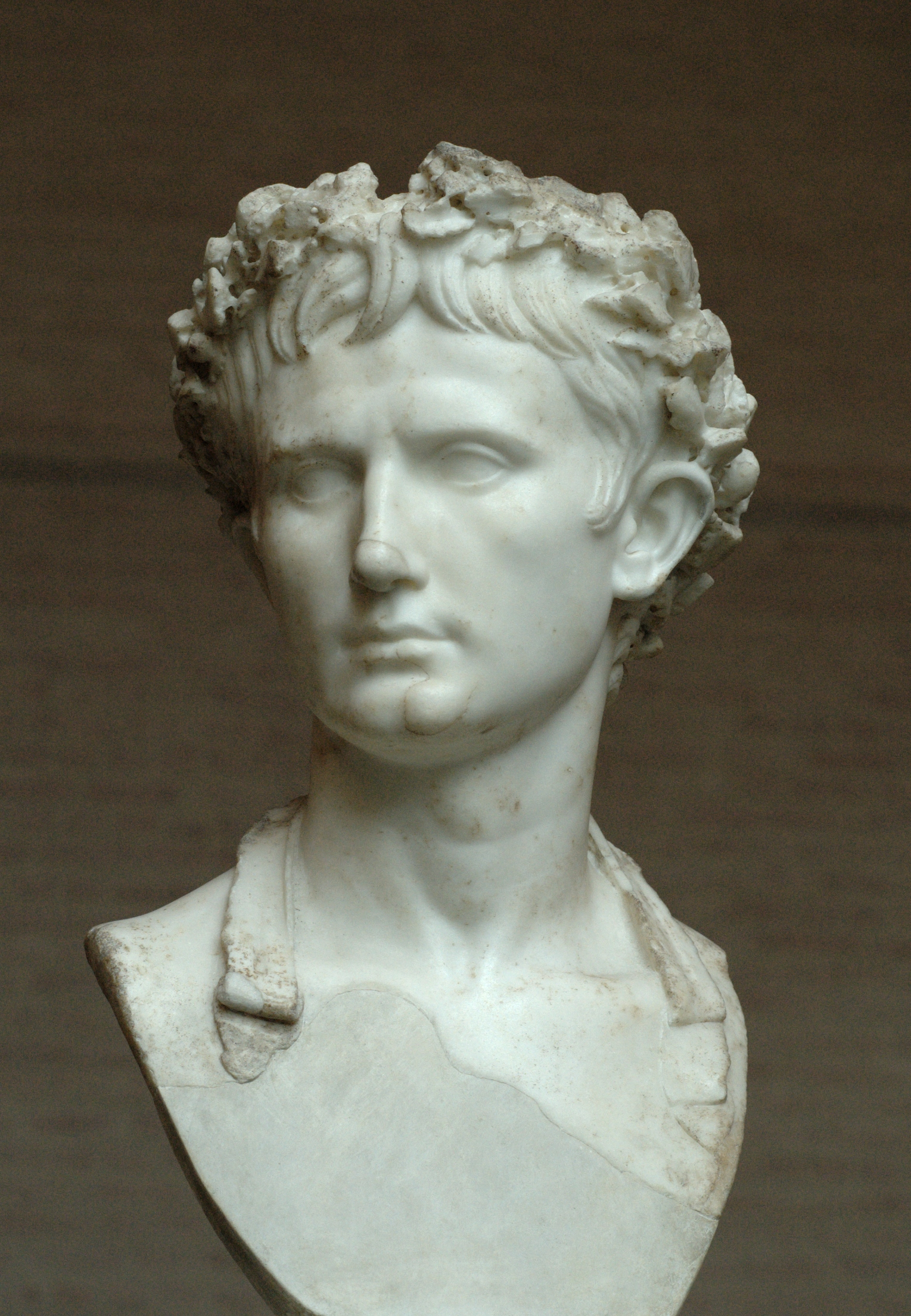
头戴槲叶环的奥古斯都，古代雕塑展览馆，慕尼黑

## 生平簡介

### 出身
他的父系家族来自离罗马40公里的韦莱特里。前63年9月23日，屋大維出生於罗马帕拉蒂尼山一个叫做“牛头”的小地方，并且靠近古罗马广场。他承襲父亲名字盖乌斯·屋大维（拉丁語：Gaius Octavius）。
前45年9月，羅馬共和國大將軍凱撒領養了屋大維，並經由遺囑指定其為繼承人。前44年3月，凱撒被暗殺時，屋大維正在阿波羅尼亞 (伊利里亞)軍中。他年方十八，經常被他的那些對手們下意識地輕視。然而，他反覆強調自己是凱撒的兒子以喚起人們對他的好感（以至自稱蓋烏斯·尤利烏斯而故意省掉屋大維）。
安東尼指控屋大維是靠充當孌童討得凱撒歡心收養他的。羅馬歷史學家蘇埃托尼烏斯分析安東尼的指控是想潑屋大維髒水，因為安東尼也把屋大維的親戚祖先通通辱罵過了一遍。

### 崛起
凯撒去世之后，屋大维行軍到意大利，並招募凱撒舊部擴充軍隊。到羅馬後，他發現首都掌握在謀殺凱撒的共和派马尔库斯·尤尼乌斯·布鲁图與卡西乌斯手中。在一陣緊張的僵持之後，他與馬克·安東尼以及凱撒的重要同僚马尔库斯·埃米利乌斯·雷必达，組成被稱為“后三头同盟”的軍事獨裁。然後他們開始清理元老院，將300元老與3000騎士的財產充公並抄家為奴，這不僅是場“淨化”，很大一部分籍沒的財產被用來擴充軍隊。接下來，安東尼與屋大維領軍追擊已經逃往東方的马尔库斯·尤尼乌斯·布鲁图與卡西乌斯。

### 决战
前42年，屋大维的大军在腓立比戰役中取胜，而布鲁图与卡西乌斯則戰敗自杀。
屋大维返回罗马时，安东尼前往埃及，与女王克丽奥佩脱拉七世（埃及艳后）结盟，埃及艳后是朱利乌斯·凯撒的前任情妇，并生下凯撒里昂（小凯撒）；此時，罗马的疆域西属屋大维，东属安东尼。
安东尼忙于东方的战事及与女王克丽奥佩脱拉七世风流；屋大维则在罗马广结人心，巩固权力，布谣中伤安东尼：安东尼越来越像个埃及人而非罗马人。局势越来越紧张。终于，前32年，屋大维向安东尼宣战。不久战事就见分晓：在希腊西岸的亞克興角的海域，屋大维打败安东尼。安东尼逃往埃及，与屋大维再战，但又再败，结果自杀。女王克丽奥佩脱拉七世自杀，而小凯撒则被屋大维杀死，以免影响其为凯撒唯一继承的身份。

### 封神
亞克興海戰之後，屋大維已經掃清了他前進的一切障礙。經過多年内戰以後，羅馬几乎成了沒有法律的國家，但羅馬並不願接受一個專制君主，屋大維解散了軍隊進行選舉，結果他當選執政官，即羅馬共和國的最高行政官。前27年，他在官方場合表態要還政元老院並讓自己的勢力退出埃及，然而元老院不僅拒絕他的請求，還授予他對西班牙、高卢、叙利亚的統治權——此為羅馬兵力最富的三省。隨即於同年8月，元老院授予其「奧古斯都」（Augustus）號；這個稱號和古代宗教有關，據說語源為“權威”（auctoritas）並和占兆官（augur）的靈踐有關，而在當時人們的宗教信仰中，這個稱號意味著持有者擁有超越人的權威，且任何章程皆不能定義其地位性質。
這些事情在羅馬政治傳統中都是非常之舉，然而當時的元老院早已非昔日刺殺凯撒之貴族們的元老院，安东尼和屋大维清洗乾淨了元老院的異己勢力，並將其黨羽遍佈元老院，這些決議究竟有多大程度表達了元老院的意志，以及背後有多少操作，已不得而知。
奧古斯都深諳執政官一职並不能保證他的絕對權力。前23年，他辞去執政官職，接受其他二職：一為監察官職，於是其可以任意干預元老院並在元老院之前決斷。因爲監察官職通常處理民事，這進一步鞏固了他的權力；二為「統治大權」（imperium proconsulare maius，高於諸總督的權力），這給予他在領土管理的任何事件上有最高權威。普遍認爲奧古斯都在前23年裡稱帝，然而他仍使用第一公民這個稱號。前12年，雷必達死，奧古斯都加“大祭司”號。

### 統治

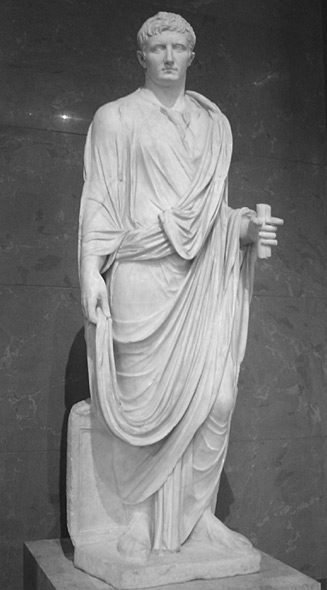
奧古斯都作為羅馬行政官

奧古斯都憑極大膽的手腕奪取了政權，用極審慎的智慧統治着羅馬。羅馬給了他近乎絕對的權力，而他給了羅馬四十年的國内和平與持續增長的繁榮，史稱“羅馬和平時期”。他創立了羅馬第一支常備軍（包括海軍），並把軍團駐扎在邊境，以防止他們干預内政。另創立禁衛軍衛戍京畿並保衛皇帝本人。他還改革了羅馬的財政與稅收制度。
奧古斯都沒有發動過大規模戰爭。前26年至前19年的北西班牙山區戰役以順利征服該地而告終。經歷高盧騷亂的反復，阿爾平地區亦被征服。羅馬的疆域擴展至多瑙河的自然疆域，加拉提亞省被羅馬佔領。9年，條頓堡森林戰役羅馬失利。自此羅馬向西部日耳曼的擴張停止。此後他接受萊茵河為帝國的最終邊界。在東方，羅馬吞併了亞美尼亞和高加索，而擴張中止于帕提亞帝國的邊境。
在内政上，奧古斯都使用從帝國领地聚斂來的巨大財富提供給軍隊優厚的待遇；他裝潢首都，大興娛樂活動以愉悅羅馬市民。其自誇“一座磚城在我手裏變成了大理石的城市”。他建造了新的元老院會所（Curia），建造了阿波羅神廟與朱利烏斯神廟。他還在大角鬥場附近建神龕。据載，卡比托利欧神廟和龐培劇院（建時未署此名）俱為奧古斯都營造。其建立了交通部，並完成了一個龐大的交通網，促進了帝國的通訊、貿易及郵政。奧古斯都還建立了世界上第一支消防隊。其還在羅馬建立了一支常規警力以维护治安。
奧古斯都強烈鼓勵對羅馬傳統神祇的崇拜，尤其是阿波羅。其把羅馬戰勝埃及敍述為羅馬神戰勝埃及神。其贊助維吉爾的埃涅阿斯纪就是懷著提高羅馬先人聲望之目的。奧古斯都還整頓世風，讚美婚姻、家庭與生育；攻擊奢侈、豪庶婚、濫交（包括賣淫和同性戀）和通奸，但成效不大。（不過其女兒就是因此被放逐和賜死。）
奧古斯都還是文藝保護人。他幫助詩人、藝術家、雕塑家與建築家。他的統治時期是羅馬文學的黃金時代。在其保護下，賀拉斯、李維、奧維德與維吉爾脫穎而出。這些人士讚美其天才，以接近其標準，以免被逐。奧維德就因傷風化（奧古斯都的標準）而被放逐。他贏得了幾乎整個羅馬知識界的讚譽，儘管很多人私下仍追念共和國。他運用娛樂和慶祝其本人與其家族節日的手段贏得了群眾的支持。當奧古斯都去世時，羅馬已經不可能回到共和國，唯一的問題是誰繼承奧古斯都。

### 繼承

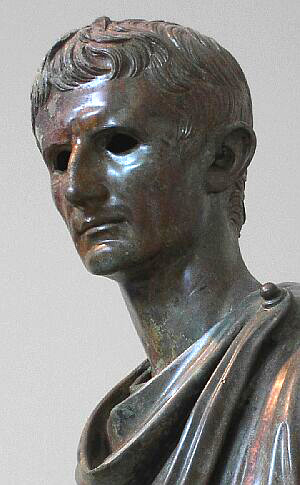
奧古斯都的銅像，雅典的考古博物館

奧古斯都的權力控制遍及整個帝國，其权力之绝对，以至于被允許自行指定繼承人，羅馬自從共和國建立以來的民主習慣已被拋棄與嘲笑。起初，其屬意其姊姊的兒子馬塞盧斯，此人曾經迎娶奧古斯都的親女兒朱莉婭·凱撒里絲。可是，馬塞盧斯在前23年死於食物中毒。後來歷史學家批評這個中毒事件，以及其後來的去世，是因為奧古斯都的妻子莉薇婭下毒，但並不能證明為實。
馬塞盧斯去世之後，奧古斯都將其女兒嫁與其左右手，馬爾庫斯·阿格里帕。兩人生了五個孩子，三個兒子與兩個女兒：蓋烏斯·凱撒、卢基乌斯·凯撒、維普撒尼婭·朱莉婭、大阿格里皮娜、以及波司圖姆斯·阿格里帕（如此命名是因為他生於瑪爾庫斯·阿格里帕死後）。奧古斯都在這些外孫中領養最先的兩個孩子（蓋烏斯与路奇烏斯）作為他自己的養子時，他明顯有計劃使他們作為他的繼承人，奧古斯都十分愛護其養子。而莉薇婭第一段婚姻和別人所生的孩子，尼祿·克勞狄烏斯·杜路蘇斯·日耳曼尼庫斯與提貝里烏斯·克勞狄烏斯，奧古斯都亦甚為重用，讓其兩人去征服一大部份的日耳曼。
在前12年阿格里帕死後，提貝里烏斯跟自己的妻子離婚，然後迎娶阿格里帕的遺孀朱莉婭·凱撒里絲。提貝里烏斯分擔奧古斯都的保民官職權，但是不久之後退隱。蓋烏斯與路奇烏斯分別在前4年與前2年逝世，以及他的弟弟杜路蘇斯逝世（前9年）之後，提貝里烏斯被召回羅馬，並被奧古斯都所領養。
在14年8月19日，奧古斯都逝世。雖然先前波司圖姆斯·阿格里帕與提貝里烏斯曾經被指定為共同的繼承人，但早在7年波司圖姆斯就因個性荒唐而受奧古斯都放逐。在奧古斯都死後不久，波司圖姆斯也被處死。誰下令將其處死並不為人所知，但是對提貝里烏斯來說，這清除了其繼承養父權力道路上的阻礙。

## 對後世的影響

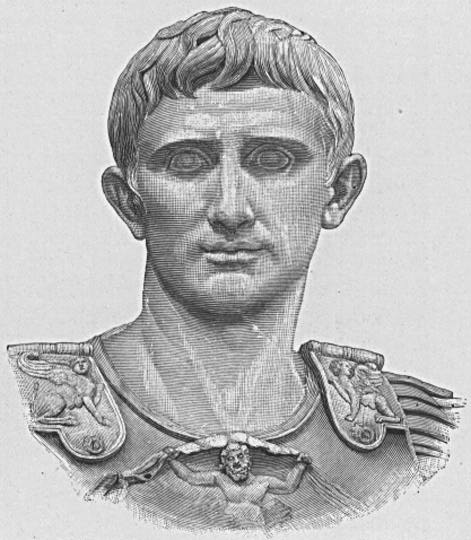
奧古斯都的畫像：第一城門處之著名銅像的仔細描繪

奧古斯都死後，馬上被列入神的行列並被神格化。其後「奧古斯都」和「凱撒」都被借名作為此後四百年罗马统治者的永久性称号。一千四百年後的拜占庭帝國还在使用这个称号。二十世纪早期的德意志皇帝号Kaiser与沙皇号Tsar都是从他的名字衍生而来。直到狄奧多西一世在四世纪奉天主教为国教，奧古斯都神一直是罗马人的崇拜偶像。所以今人仍可以见到许多精美的奧古斯都雕像和半身像。奧古斯都陵墓原先也有铭刻着“奥古斯都神的功业”的青铜柱。
许多人认为奧古斯都是罗马最伟大的皇帝。其推行政策无疑大大延长了罗马的寿命，並开启了羅馬的盛世，即“罗马和平”（或称“奥古斯都的和平”）。据史冊記載：奧古斯都風度翩翩，儀容端莊，並且處事機警，悟性很高，能断大事，是一名狡猾的政治天才。可他並不像其養父凱撒或和其对手安東尼般光彩照人。奧古斯都的名声並没有这两个人般响亮。雖然后人更常將其和朱利烏斯·凱撒混为一谈，但其留给后人的遗产比其他两人更持久。
屋大維在8月時獲得元老院加封的「奧古斯都」稱號，因此儒略曆8月這個月份（拉丁語：Augustus，即罗马人的六月）的月令也以奧古斯都命名；在此之前它被叫做Sextilis（拉丁语中「六」的意思）。
回顾奧古斯都的统治和他留给罗马的遗产，他的高寿绝对不能忽略，这是由他而始的帝制能够长久的关键因素之一。除了元首制外，其臣民不知道还有其他制度。要是他死早了（比如前23年），事情可能就大不一样了。罗马共和国寡头政治时期的连年内战和奧古斯都的长寿，是罗马由共和制转为帝制的决定性因素。奧古斯都个人的城府、忍耐、手腕和他如日中天的政治声望也起了一定作用。其创制在很多方面影响了以后的帝国政策：维持常备军並屯军于边，皇位的继承原则与方式，使用皇帝的经费装潢首都。其最重要的遗产是给了維持帝国在未来二百年和平与繁荣的制度。在帝国时代，他的行为被奉为明君典范。虽然后世罗马皇帝都袭用“凱撒·奧古斯都”的称号，但只有少数人真正配得上。

### 引用
1. ↑  Chang, John. . Lulu.com. 2018-04-09  [2019-01-16]. ISBN 9780244978587. （原始内容存档于2021-08-12） （中文（臺灣））.
2. ↑  .   [2021-05-20]. （原始内容存档于2021-03-27）.
3. ↑  Suetonius, Augustus 79 Archived 2007-07-26 at WebCite, translated by J. C. Rolfe.